# Лісево-Мальборське
Лісево-Мальборське (пол. Lisewo Malborskie) — село в Польщі, у гміні Ліхнови Мальборського повіту Поморського воєводства.
Населення — 1369 осіб (2011).
У 1975-1998 роках село належало до Ельблонзького воєводства.

## Демографія
Демографічна структура станом на 31 березня 2011 року:
|          | Загалом | Допрацездатний вік | Працездатний вік | Постпрацездатний вік |
| -------- | ------- | ------------------ | ---------------- | -------------------- |
| Чоловіки | 690     | 193                | 448              | 49                   |
| Жінки    | 679     | 177                | 400              | 102                  |
| Разом    | 1369    | 370                | 848              | 151                  |